# WTIC-Sendemast
Der WTIC-Sendemast ist ein 408,13 Meter hoher abgespannter Sendemast zur Verbreitung von UKW und TV-Programmen in Farmington, Connecticut, USA. Der WTIC-Sendemast wurde 1984 fertiggestellt und ist Eigentum von Communications Site Management LLC.